# Bandeira de Barbados
A bandeira nacional de Barbados foi adaptada a 30 de Novembro de 1966. Consiste de duas listras verticais azuis separadas por uma dourada, que contém um tridente negro. O tridente simboliza a independência de Barbados do Reino Unido e cada uma das suas pontas representa um dos pilares da democracia. O azul simboliza o oceano e o céu, e o dourado simboliza as areias de Barbados.

## Curiosidades
Outro segundo simbolismo do tridente de Netuno, rei dos mares, mostra que a economia de Barbados depende basicamente da pesca, teoria esta que serve para evitar qualquer confusão com o garfo do diabo. Especificamente os pescadores que moram em Barbados se acham abençoados por Netuno (Poseidon)..

## Outras bandeiras

Bandeira naval da Guarda Costeira de Barbados.
Estandarte Real (1966-2021)

## Bandeiras históricas

Bandeira de Barbados (1885-1958)
Bandeira de Barbados (1958-1966)